# Weiling
För andra betydelser, se Weiling (olika betydelser).

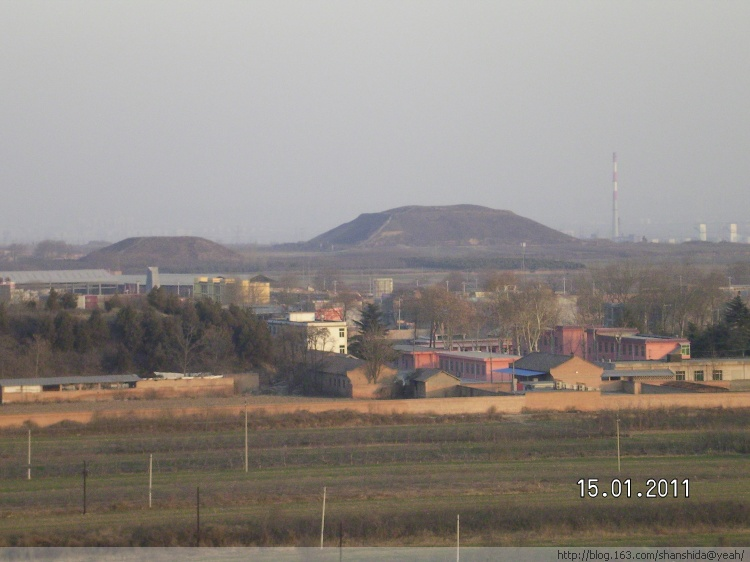
I den större pyramiden till höger vilar kejsar Yuandi, och i den mindre till vänster hans kejsarinnan Wang Zhengjun.

Weiling (kinesiska: 渭陵, Wèilíng) är ett gravkomplex beläget i Xingping nordväst om Xi'an i Kina från Handynastin (206 f.Kr.-220). I Weiling är kejsar Yuandi (död 33 f.Kr.) begravd.. 
Kejsarens grav är i form av en jordpyramid med platt topp och en bottenyta på ca 170 x 170 m. Graven är orienterad med en grads avvikelse mot nord- sydaxeln. Uppe på pyramidens flata topp finns en upphöjd platå. Det finns en teori om att denna platå har givit Djingis khan inspiration till utförandet av hans grav.
Precis nordväst om kejsarens gravpyramid finns kejsarinnan Wang Zhengjuns något mindre gravpyramid.